# Dark Souls III
Dark Souls III és un videojoc de rol d'acció desenvolupat per FromSoftware i publicat internacionalment el 12 d'abril del 2016 per Bandai Namco Entertainment per Microsoft Windows, PlayStation 4 i Xbox One.
És la quarta entrega de la sèrie Souls i el tercer joc des de Dark Souls. El sistema de joc, la perspectiva en tercera persona i certs aspectes de la trama són semblants a les entregues anteriors. En aquest cas el jugador es posa a la pell d'un dels Unkindled, un heroi no-mort maleït a vagar eternament, que ha de salvar la terra de Lothric. Aquest món es dirigeix a l'apocalipsi i per salvar-lo algú ha d'enllaçar el foc, trobant i caçant tots els herois que havien enllaçat el foc anteriorment per salvar Lothric.
La recepció del joc va ser positiva, aconseguint una mitjana de 89 sobre 100 en diferents anàlisis. Entre altres aspectes se'n destacava la continuïtat de la dificultat del joc, la millora gràfica i la duració d'unes aproximadament 40 hores.